# Jang Dong-gun
Jang Dong-gun (nascido em 7 de março de 1972) é um ator da Coreia do Sul, um dos atores mais bem pagos e celebridades endossantes daquele país. Ele é mais conhecido por seus papéis principais nos filmes Friend (2001) e Taegukgi hwinalrimyeo (2004).